# Rhoiptelea chiliantha
Espèce
Classification phylogénétique
Statut de conservation UICN

 VU  : Vulnérable
Rhoiptelea chiliantha est une espèce de plantes du genre Rhoiptelea de la famille des Rhoipteleaceae.